# Cheung Po Tsai
Cheung Po Tsai (ur. 1783, zm. 1822) – chiński pirat.

## Życiorys
Jego ojciec był rybakiem w Jiangmen. W wieku 15 lat został porwany przez piratów  i zmuszony do służby w ich flocie. Szybko awansował i wkrótce został ulubieńcem ich przywódcy Zhenga Yi, a później został adoptowany przez Zhenga i jego żonę Ching Shih. Po śmierci Zhenga Yi został kochankiem Ching Shih i razem dowodzili piracką flotą (znaną jako Flota czerwonej flagi), która kontrolowała południowe wybrzeże Chin. 
W 1810 poddał się rządowi Qing i otrzymał stanowisko oficera w chińskiej marynarce wojennej.
Dowodząc flotą liczącą kilkaset statków i od 20000 do nawet 500000 ludzi był prawdopodobnie najpotężniejszym piratem w dziejach.